# Anna Kanakis
Anna Maria Kanakis (ur. 1 lutego 1962 w Mesynie, zm. 19 listopada 2023 w Rzymie) – włoska aktorka i pisarka greckiego pochodzenia ze strony ojca, była modelka i Miss Włoch 1977.

## Życiorys
Urodziła się w Mesynie jako córka włoskiej prawniczki i greckiego inżyniera. Jego matka pochodziła z Tortorici (w prowincji Mesyna w Nebrodi), a ojciec urodził się i wychował na Krecie. We wrześniu 1977, w wieku 15 lat została wybrana Miss Włoch w Sant’Eufemia d’Aspromonte. W latach 1979–1980 była krajową liderką „Kultury i rozrywki” Demokratycznej Unii na rzecz Republiki (UDR), partii założonej przez Francesca Cossigę. W 1981 brał udział w konkursie Miss Universe.
Zadebiutowała na kinowym ekranie w małej roli w scenie na dyskotece w komedii Bello di mamma (1980). Następnie wystąpiła jako rozbójniczka w dramacie Luigia Magniego 'o Re (1989) z Giancarlem Gianninim (Franciszek II Burbon) i Ornellą Muti (Maria Zofia Bawarska). Pojawia się w ponad 30 filmach we Włoszech i za granicą.
W 2010 zadebiutowała jako pisarka, autorka książki Sei così mia quando dormi. L'ultimo scandaloso amore di George Sand (wyd. Marsilio Editori). W 2011 wydała drugą powieść L'amante di Goebbels (wyd. Marsilio Editori), w której opowiada prawdziwą historię Lídy Baarovej, czechosłowackiej aktorki, która była kochanką Josepha Goebbelsa w 1938.
Prowadziła blog na stronie il Fatto Quotidiano.

## Życie prywatne
W 1982 wyszła za mąż za muzyka i kompozytora Claudio Simonettiego, z którym rozwiodła się kilka lat później.
W 2004 poślubiła Marca Meratiego Foscariniego, weneckiego potomka Marca Foscariniego, jednego z ostatnich doży weneckich.

## Filmografia

### Filmy
- 1980: Zucchero, miele e peperoncino jako Giovane Nuda Sul Letto
- 1980: Bello di mamma
- 1982: Attila flagello di Dio jako Sirena Ammaliatrice
- 1983: I nuovi barbari jako Alma
- 1983: Occhio, malocchio, prezzemolo e finocchio jako „elektryczna” żona
- 1983: Acapulco, prima spiaggia... a sinistra jako Marina
- 1983: 2019 - Dopo la caduta di New York jako Eurac oficer Ania
- 1983: Segni particolari: bellissimo jako Rosalia
- 1989: 'o Re jako rozbójniczka
- 1990: Skąpiec (L'avaro) jako Elisa
- 1991: Młodość Katarzyny (E Caterina... regnò, TV) jako hrabina Woroncowa
- 1991: Riflessi in un cielo scuro jako Chim
- 1991: La primavera di Michelangelo (TV) jako Sorella Ilaria
- 1991: Money jako Anna Lupino
- 1992: Due vite, un destino (TV) jako Maria
- 1992: Alexandra (Princesse Alexandra, TV) jako Mlle Gillou
- 1994: Tragica conseguenza (Coma) jako Sophie
- 1996: La tenda nera
- 1997: Gli inaffidabili jako Gena
- 2001: Una sola debole voce 2 (TV) jako Angelica
- 2007: La terza verità (TV) jako Claudia Lepore

### Seriale TV
- 1989: Oceano jako Manuela Quijano
- 1995: La famiglia Ricordi jako Maria Malibran
- 1996: Il maresciallo Rocca jako Elena Curti
- 1999: Fine secolo jako Giulia Cairo
- 2002: Vento di ponente jako Paola Ghiglione
- 2004: O la va, o la spacca
- 2006: Nowe imperium (L'inchiesta) jako Claudia Procula